# Пунійці

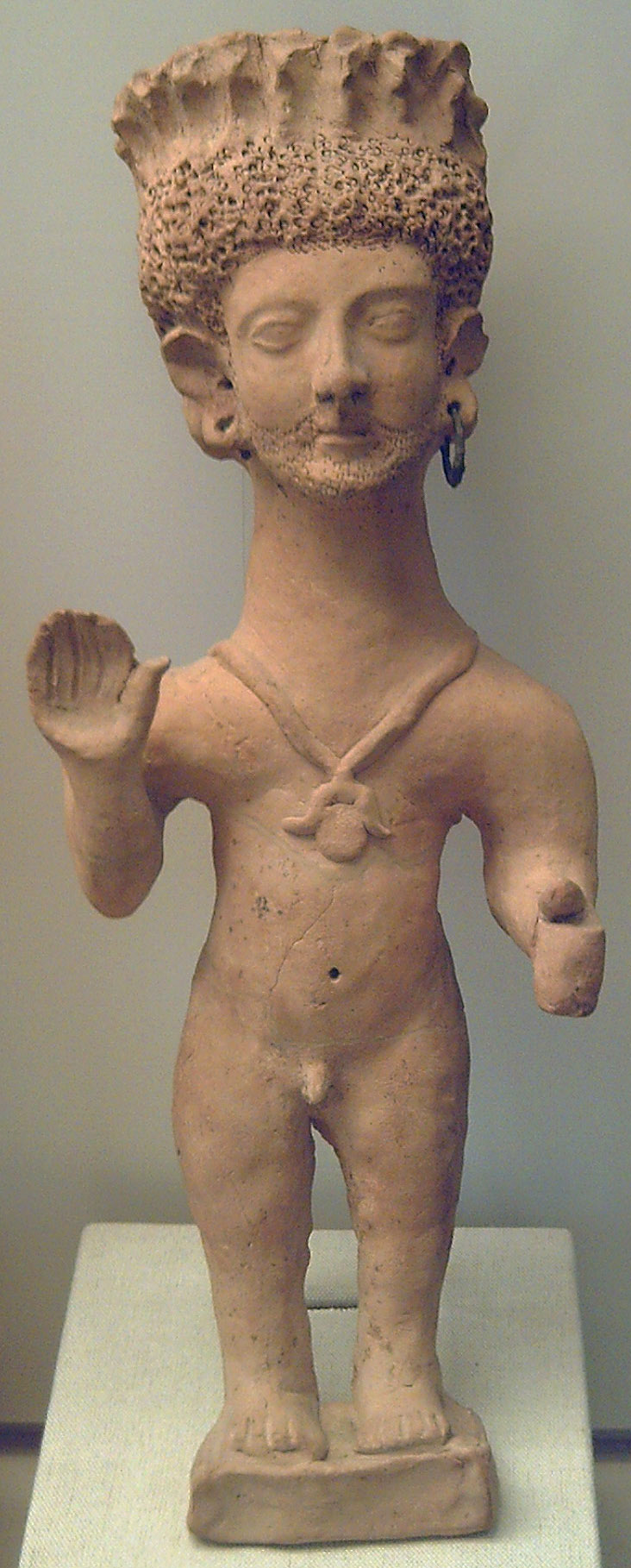
Теракотовий мольбар з Ібіци

Пуни  — або Пунійці (від лат. pūnicus) — народ відомий як карфагеняни, проживали на узбережжі північної Африки (сучасний Туніс, Алжир, Лівія та Марокко) і деяких островах Середземного моря, вони як правило походять від древніх фінікійців.

## Опис
Пуни також відомі як карфагеняни через їхню древню столицю Карфаген, фінікійське місто на узбережжі Північної Африки. Карфагеняни не були пов'язані з берберами, які жили в цьому регіоні. Після падіння Фінікії карфагеняни залишилися самі собі. Тести ДНК показують, що фінікійці були найтісніше пов'язані з греками і римлянами. Бербери наймалися тільки як найманці, коли Карфагеняни вели війни.
На відміну від своїх фінікійських предків, карфагеняни мали землевласницьку аристократію, яка встановила панування у внутрішніх районах Північної Африки і на транссахарських торгових шляхах. У більш пізні часи один з цих кланів створила. Як і в інших фінікійців, їхня урбанізована культура і економіка були тісно пов'язані з морем. Заморем вони встановили контроль над деяких прибережними районами берберського узбережжя в Північноій Африці на території сучасного Тунісу і Лівії, а також в Сардинії, Корсиці, Сицилії, на Балеарських островах, Мальті, та інших дрібних островах в західній частині Середземного моря і, можливо, уздовж атлантичного узбережжя Іберії. На Балеарських островах, Сардинії, Корсиці і Сицилії вони мали сильні економічні і політичні зв'язки з незалежними тубільним населенням в глибині території. Їхня військово-морська присутність і торгівля поширилася по всьому Середземномор'ю і за його межами на Британських островів, на Канарах, і в Західній Африці. Технічні досягнення Пунів включають розвиток незабарвленого скла і використання озерного вапняку для поліпшення чистоти розплавленого заліза.